# Веджимайт
Веджимайт (вегиміт, англ. Vegemite) — густа паста темного кольору.
Одна з найвідоміших страв австралійської кухні, що складається з екстракту дріжджів ячменю, солі, екстракту солоду, ніацину, рибофлавіну і фолієвої кислоти.
Британська та Австралійська асоціації лікарів рекомендують її як джерело вітамінів групи В та калію, проте в Данії заборонена.
За смаком нагадує яловичий бульйон з дріжджовим післясмаком, солона та гіркувата. Паста має тягучу текстуру. Зазвичай маститься на хліб, тости, крекери дуже тонким шаром.

## Історія створення
Веджімайт була створена в 1922 році харчовим технологом Доктором Кирилом Персі Калістером на замовлення компанії Fred Walker & Co., була зареєстрована як торгова марка в Австралії в тому ж році. Потім Веджімайт була продана компанії Kraft, яка з 1925 року і дотепер виробляє цей продукт. Назву придумала дочка власника компанії Fred Walker & Co., Шейла, на спеціально організованому конкурсі на найкращу назву з призом в 50 фунтів.
Під час Другої Світової Війни Веджимайт була включена до раціону Австралійської Армії.